# Axel Olsson (skulptör)
Axel Elias Olsson, född 17 april 1857 i Blekinge, död 15 september 1925 i Evanston, Illinois, var en svensk-amerikansk skulptör.
Som ung kom Olsson till Stockholm, där han kom i lära hos en ornamentbildhuggare som även såg till att han fick en kortare teoretisk utbildning vid slöjdskolan; han studerade senare även en kortare tid vid Konstakademien. Han var därefter verksam som modellör och ornamentbildhuggare i flera mindre svenska städer och etablerade slutligen en egen verkstad. På grund av lönsamhetsproblem valde han att emigrera till Amerika 1881, där han bosatte sig i Boston. I början av 1882 genomförde han en längre studieresa till Tyskland, Frankrike och Sverige. Vid återkomsten till Amerika valde han att bosätta sig i Chicago.
Det var först under hans tid i Amerika han kom att gå från det yrkesmässiga framställandet av utsmyckningar till en självständigt skapande konstnär. Han debuterade offentligt med egna skapade verk i samband med världsutställningen i  Chicago 1893. Vid Världsutställningen i Saint Louis 1904 väckte hans lilla statyett Viskningar stor uppmärksamhet för sin fantasifullhet och originalitet. Till hans offentliga arbeten hör bland annat reliefen Bacchi för Cornelius Vanderbilts residens i Newport, fyra stora gavelfriser för stadshuset i Fort Wayne samt modellen till den i silver utförda pärmen till Chicago-svenskarnas hyllningsadress till Oscar II vid dennes 25-årsjubileum 1897. 